# Столица Новой Зеландии
С 1865 года столицей Новой Зеландии является Веллингтон. Первой столицей в 1840—41 годах было поселение Олд-Рассел (Окиато). Второй столицей в 1841 году стал Окленд. В 1865 году парламент окончательно переехал в Веллингтон, завершив многолетние споры решением трёх специально назначенных для этого представителей Австралии.

## Окиато
Oкиато, или Олд-Рассел, небольшая гавань в Бей-оф-Айлендс в 7 км к югу от современного Рассела, который в то время был известен как Корорарека. Поселение Окиато стало первой столицей Новой Зеландии и оставалось ей с 1840 по 1841 годы, прежде чем правительство перебралось в Окленд. Уильям Гобсон прибыл в Новую Зеландию на 29 января 1840 года — эта дата теперь отмечается как день основания провинции Окленд. На следующий день, как генерал-губернатор, он провозгласил британский суверенитет над Новой Зеландией. 30 января 1840 года над главной мачтой корабля «Геральд», на котором прибыл Гобсон, взмыл «Юнион Джек» и был произведён пушечный салют.

Портрет капитана Уильям Гобсона (Джеймс Макдональд, 1913)

Требовалось определить столицу новой территории, и сразу после подписания 6 февраля 1840 года Договора Вайтанги Гобсон обратился за помощью к тем, кто провёл в Новой Зеландии достаточное время. Миссионер Генри Уильямс рекомендовал местность у бухты Вайтемата. Уильям Корнуоллис Симондс с предложенным местом согласился. Через неделю после подписания договора семь вождей маори из Оракеи на побережье бухты Вайтемата явились к Гобсону и пригласили к себе. Они искали защиты от племени (иви) нгапуи, и в обмен уступали часть своей земли. 21 февраля небольшой отряд, включавший Гобсона, Уильямса, Симондса, капитана Джозефа Найеса и Фелтона Мэттью высадился с «Геральда», чтобы исследовать берег бухты Вайтемата. Они добрались до бухты через два дня. Отряд обошёл несколько мест, но 1 марта Гобсон пережил удар, из-за чего половина его тела осталась парализованной и нарушилась речь. Вместо того, чтобы возложить полномочия на одного из офицеров, отряд принял решение возвращаться к стоянке «Геральда», не выполнив задание.
Фелтон Мэттью, главный землемер, получил указания доложить о возможных местах для основания столицы на побережье Бей-оф-Айлендс. Его первым предложением была Корорарека, но на эту землю уже были заявлены права, поэтому вариант был отвергнут, так как Гобсон не считал свои полномочия достаточными, чтобы решить спор в соответствии с законом. Следующим предложением стало использование земли капитана Джеймса Редди Клендона, так как море в этом месте обеспечивало якорную стоянку судам, а территорию можно было разделить на участки, чтобы продавать их колонистам. Другие варианты, такие как Паихия и Керикери по различным причинам были отвергнуты.
Помаре II, вождь местного племени маори в 1830-е годы, продал землю Окиато британскому торговцу капитану Клендону. Сделка состоялась 7 декабря 1830 года и обошлась Клендону в 28 фунтов 15 шиллингов. Он обосновался здесь в 1832 году и открыл торговлю вместе с партнёром, Сэмюэлом Стефенсоном. Клендон стал первым консулом Соединённых Штатов в Новой Зеландии, занимая должность с 1838 по 1839 годы. На запрос Гобсона он согласился уступить 150 га земли, дом, два небольших коттеджаthe, склад и другие здания за 23000 фунтов. В итоге сумму удалось снизить до 15 000 фунтов, и 22 марта сделка была совершена, а в Мае Гобсон вступил в права владения. Клендон успел получить только 1000 фунтов, прежде чем дошла весть, что губернатор Джордж Гриппс не санкционирует покупку. Клендон получил ещё 1 250 фунтов и 4000 га земли в Папакура.
Гобсон изменил название поселения с Окиато на Рассел в честь госсекретаря колоний лорда Джона Рассела и в 1840 году перебрался сюда вместе с семьёй. Тут же на постоянное или временное поселение расположились официальные лица, гарнизон и переселенцы. Фелтон Мэттью подготовил амбициозный план города, но из запланированных улиц построена была всего одна — та, что вела от таунхолла к тюрьме. Уже через год Гобсон перенёс столицу в Окленд, туда же переехало большинство жителей Рассела. Несколько членов администрации оставались в Доме правительства в Расселе, но после пожара в мае 1841 года и они переехали в Корорарека, оставив город практически безлюдным.
Корорарека была частью Порт-Рассела и в конце концов также стала называться Рассел. В январе 1844 года губернатор Роберт Фицрой официально присоединил её к тауншипу Рассел. В настоящее время название Рассел применяется только в отношении Корорарека, а первоначальное поселение называют Окиато или Олд-Рассел. Часто случаются ошибки в определении месторасположения первой столицы Новой Зеландии: даже историк Майкл Кинг в книге The Penguin History of New Zealand,одной из наиболее известных своих работ, ошибочно называет первой столицей страны Корорарека.

## Окленд

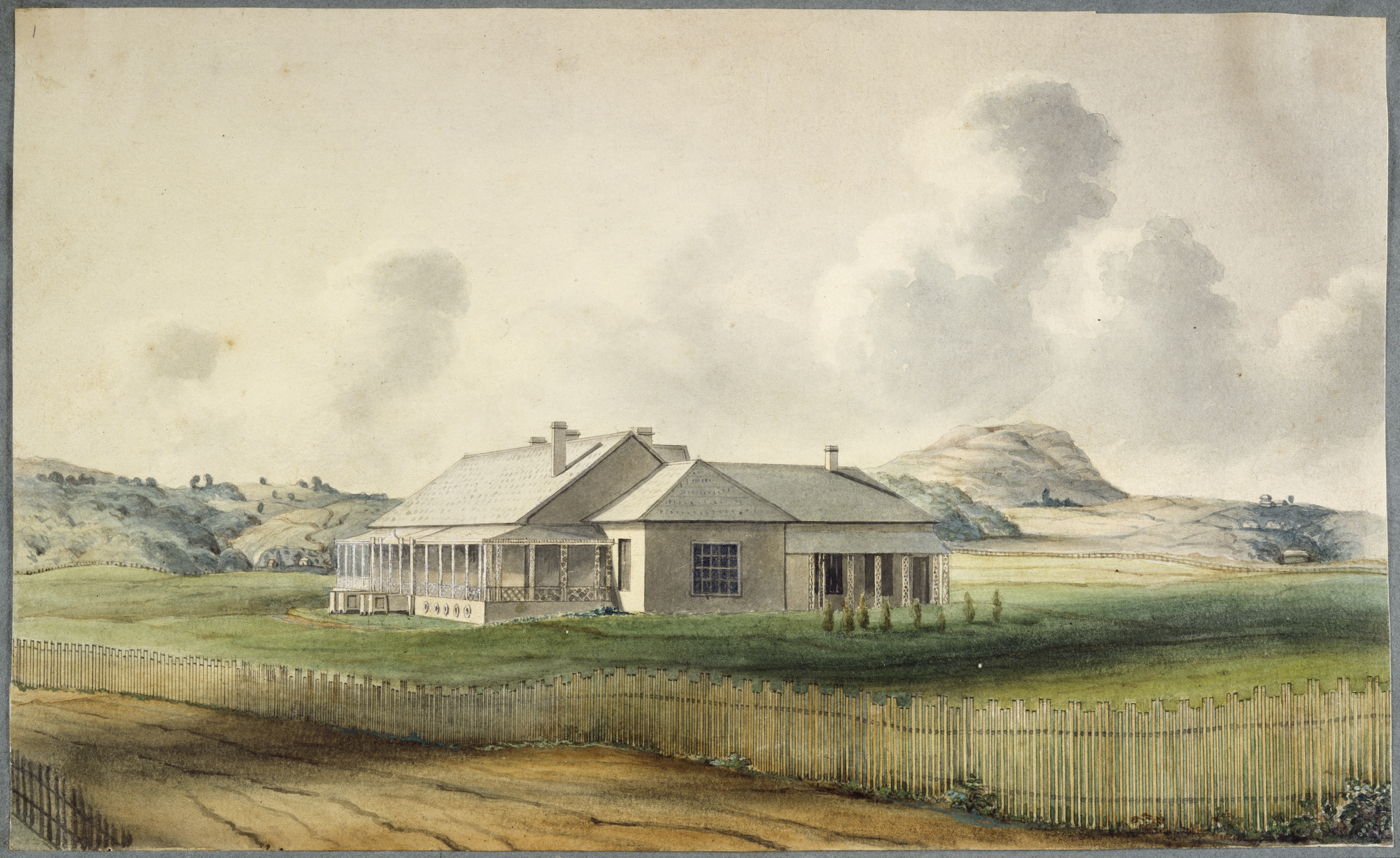
Первый Дом правительства в Окленде (Эдуард Ашворт, 1842 или 1843)

Нет никаких сомнений, что Рассел изначально рассматривался Гобсоном только как временная столица. 18 апреля 1840 года он второй раз отправил на юг главного землемера Мэттьюса. Отряду была поставлена задача исследовать район бухт Фангареи, Махуранги и Ваитемата, уделяя особое внимание южному побережью Ваитемата. Фелтон Мэттью потратил на разведку два месяца, не найдя пригодных мест ни у Фангареи, ни у Махуранги. Но и место, приглянувшееся Гобсону и впоследствии получившее название Гобсонвиль, он также отверг. По его словам, «местность абсолютно не соответствовала нуждам центрального поселения и вообще плохо подходила для заселения». Мэттью рекомендовал начать строительство в бассейне Панамуре, имевшем несколько преимуществ, но признавал, что доступ к бухте оттуда будет затруднён.
Когда Хобсон несколько оправился от болезни, он отправился на юг, чтобы проверить рекомендации Мэттьюса. 6 июля Гобсон он побывал на Панамуре и сразу же отверг этот вариант из-за сложностей с обеспечением водой. Он также признал, что его выбор был столь же неудачен. Во время заката в лучах заходящего солнца отряд увидел вдали благоприятный ландшафт, и на следующий день провели разведку нового места. Всеобщим мнением оно было признано перспективным для будущей столицы. Считается, что произошло это на пляже Шелли-Бич в современном Понсонби. К концу месяца было принято решение, что столица будет перемещена к Ваитемата.
13 сентября 1840 порт Рассела покинул барк, направлявшийся в Ваитемата. На борту находились семь правительственных чиновников, несколько пассажиров первого класса и множество пассажиров третьего класса. Командование взял на себя Уильям Симондс. Эта группа должна была завершить выбор места будущей столицы, купить землю у маори, возвести хозяйственные и жилые постройки и найти место для будущего Дома правительства. 18 сентября был подобран участок площадью 1200 га и подписан договор с собственниками земли. На мысе Бритомарт был установлен флаг, а затем присутствовавшие «долго и шумно пили за здоровье Её Величества». Сара Мэтьюc, жена главного землемера, записал в своём дневнике, что название Окленд был выгравировано на флагштоке вместе с датой приобретения земли. Это событие можно рассматривать как неофициальное присвоение городу имени, а документально оно было закреплено Гобсоном на 10 ноября того же года. Джордж Иден, 1-й граф Окленд, в честь которого город получил имя, был первым лордом Адмиралтейства. В 1834 году он дал поручение Уильяму Гобсону отплыть в Ост-Индию на корабле «Рэттлснейк», что завершило шестилетнее пребывание того без команды и лишь с половинным жалованием. Данное в знак благодарности название встретило высшее одобрение, так как Лорд Окленд в 1840 году находился на пике славы после того, как за пять лет до этого был назначен вице-королём Индии. Одобрение королевы Виктории названия города было опубликовано в New Zealand Gazette 26 ноября 1842 года.
Строительство Окленда продвигалось успешно. Гобсон впервые побывал в городе 17 октября 1840 года, чтобы лично проверить ход работ и принять решение о расположении Дома правительства. Он вернулся в Бей-оф-Айлендс, решив переехать в Окленд в следующем году. Здание Дома правительства было построено в Англии, а затем отправлено в Новую Зеландию. Вес груза составил 250 т. В доме было 16 комнат, он имел длину 37 м, ширину 15 м и высоту 3,7 м. Дом правительства возвели на пересечении Гобсон-стрит и Кук-стрит. Администрация вместе со всеми документами переехала в Окленд в январе 1841 года. Гобсон занял новую резиденцию 14 марта 1841 года, что стало официальной датой переноса столицы.
Первое здание Верховного суда Новой Зеландии было построено в 1842 году на углу Квин-стрит и Виктория-Стрит-Вест. Председательствовал в нём Уильям Мартин.

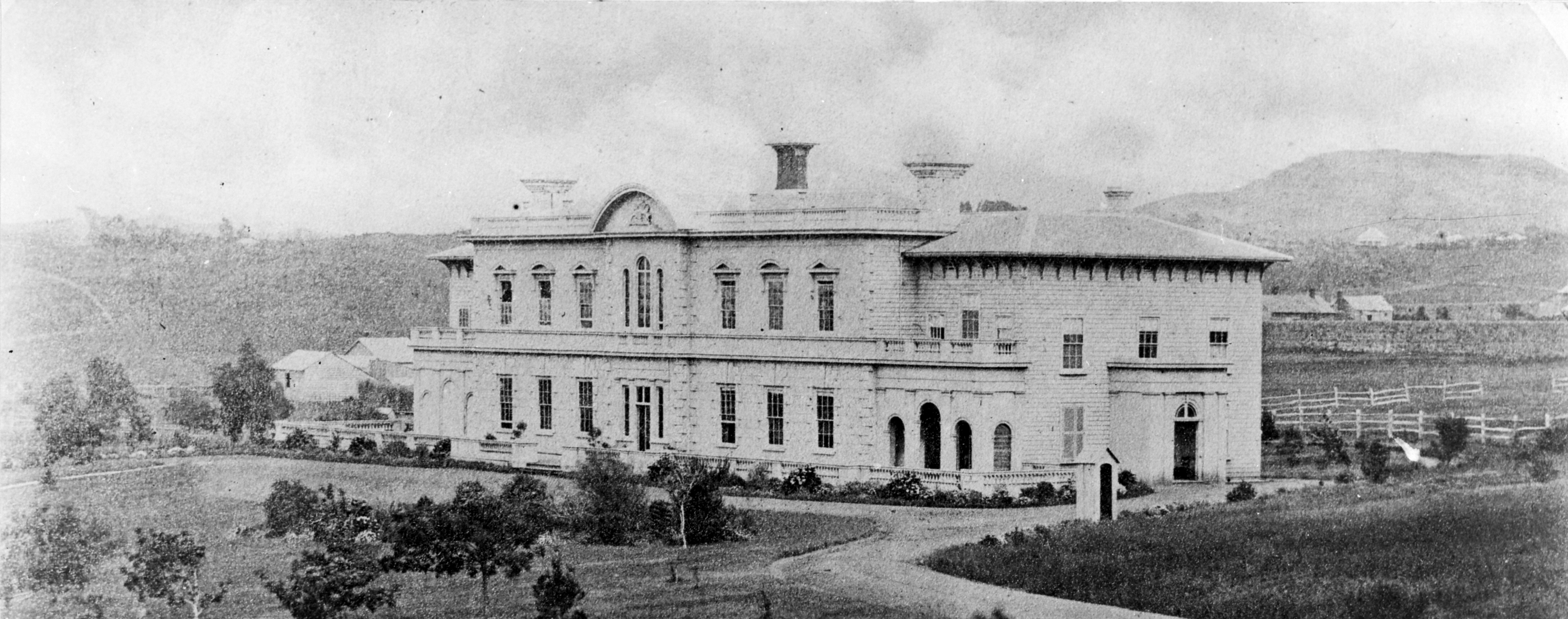
Третий Дом правительства в Окленде (фотография 1860-70-х годов). В настоящее время известен как Старый дом правительства.

23 июня 1848 года, когда должность губернатора занимал Джордж Грейс, Дом правительства загорелся. При пожаре никто не пострадал, но здание сгорело дотла. В течение нескольких лет в резиденцией правительства был арендованный особняк Скориа-хаус на Карангахппе-роуд. Новый Дом правительства был построен в 1856 году. Строительство этого здания стало частью кампании по сохранению за Оклендом статуса столицы, так как дискуссия о перемещении её дальше дальше на юг уже началась. В 1969 году это здание официально стало частью Оклендского университета и теперь известно как Старый дом правительства. В 1983 году оно было зарегистрировано в Фонде по охране исторических мест Новой Зеландии как объект наследия I категории.

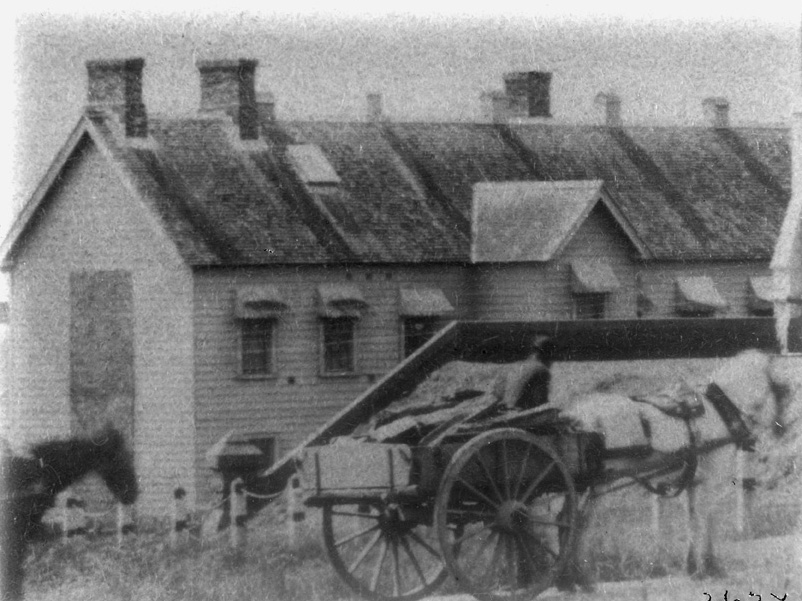
Здание Генеральной ассамблеи в Окленде, известный как Shedifice (фотография 1870-х годов)

Первоначальная форма правления представляла собой Исполнительный совет, образованный из общественных служащих, назначаемых и подотчётных губернатору. Всё изменилось, когда в 1852 году была принята Конституция Новой Зеландии, введённая в действие парламентом Соединённого королевства и провозглашавшая самоуправление колонии. Это позволило создать двухпалатный парламент — Генеральную ассамблею, состоящую из губернатора, назначаемых им членами Законодательного совета и избираемых депутатов палаты представителей. Исполнительный совет остался и номинально назначался губернатором. Также конституция позволила создать шесть провинций и провинциальные правительства. Первые всеобщие выборы состоялись в 1853 году, первая сессия парламента была открыта в Окленде 27 мая 1854 года. Вопрос о том, где заседать парламенту, впервые обсуждался уже 3 июня, и Эдвард Уэйкфилд высказал мнение, что правительство должно переехать в Веллингтон. Проезд до Окленда был трудным, депутаты с крайнего юга тратили на допру два месяца. Расположение столицы ближе к центру страны было желательным, но предложение не поддерживали депутаты избирательных округов Окленда. Однако против них было и то, что здание Генеральной ассамблеи строили в спешке, и к первому заседанию оно представляло собой практически голый каркас, из-за чего депутаты прозвали его Shedifice (от shed — сарай и office —офис). В щели задувал ветер, крыша протекала в дождь, основные удобства, такие как туалеты, отсутствовали. Здание построили на тогдашней окраине города, работать в нём было неудобно.
Споры, где должен пребывать парламент, продолжались десять лет. Джеймс Фицджеральд, короткое время являвшийся первым министром страны, выдвинул предложение решить вопрос на следующей сессии, но 13 голосами против 11 оно было отвергнуто: Фицджеральд не успел договориться со многими депутатами, также во время голосования отсутствовали представители южных провинций. В 1856 году постановление о том, что следующая сессия должна быть проведена в Окленде, было исправлено с изменением указания места на «более близкое к центру», но право окончательного решения передали губернатору. Несколько месяцев спустя предложение созвать парламент в Нельсоне не получило поддержки. Губернатор Томас Гор Браун предположил проводить заседания поочерёдно в Веллингтоне и Окленде. После продолжительных споров было принято решение о проведении второй сессии парламента третьего созыва в Веллингтоне, и сессия состоялась с июля по сентябрь 1862 года в здании Веллингтонском совете. Предложение навсегда остаться в Веллингтоне не прошло с преимуществом противоположной стороны всего в один голос. Здание Веллингтонского совета было построено в 1858 году, богато отделано и резко контрастировало в сравнении с Shedifice в Окленде. Это преимущество использовалось в кампании за перенос столицы в Веллингтон.
После того как Веллингтон стал столицей, здание Генеральной ассамблеи было передано Оклендскому университету. Его снесли в 1919 году. Дом правительства оставался одной из официальных резиденций губернатора, который до настоящего времени поочерёдно пребывает в Веллингтоне и Окленде. Старый дом правительства использовался до 1969 года, затем на смену ему пришёл особняк в Маунт-Иден, переданный государству Фрэнком Маппином и его женой. Старый дом до сих используется Оклендским университетом.

## Веллингтон

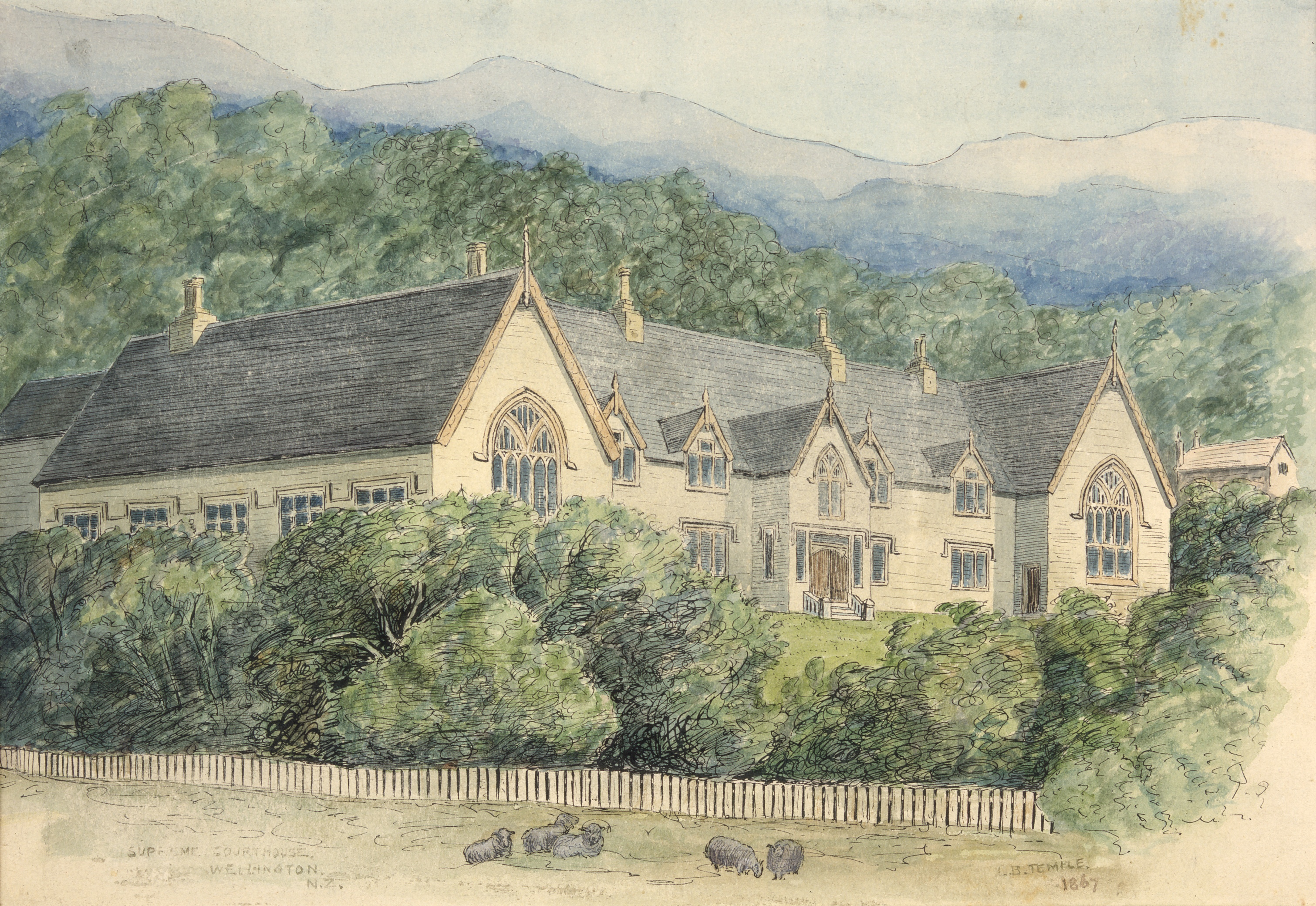
Здание Веллингтонского совета (Л. Б. Темпл, акварель, 1867)

После предложения, с которым в парламенте выступил Альфред Дометт, 4-й премьер-министр Новой Зеландии, комиссия из трёх представителей Австралии получила задание решить, где должна располагаться столица. Дометт предлагал обратиться к губернаторам Нового Южного Уэльса, Виктории и Тасмании с просьбой назначить назначить в комиссию по одному представителю от своего штата. К решению вопроса привлекли Джозефа Докера, депутата Законодательного совета Нового Южного Уэльса, Фрэнсиса Мерфи, спикера Законодательного собрания Виктории, и Рональда Кэмпбелла Ганна, бывшего депутата Палаты представителей Тасмании и Законодательного совета Тасмании. Джордж Грей сформулировал задачу: решить вопрос о том, «что место пребывания правительства должны находиться в центре страны, то есть где-то на берегах пролива Кука». Комиссия посетила Веллингтон, Пиктон, залив Королевы Шарлотты, Тори-Ченнел, Бленем, залив Пелорус, Хэвлок и Нельсон. Критериями оценки стали: центральное расположение, доступность с моря, возможность приобретения земли, наличие ресурсов на окружающей территории, оборонительные возможности и наличие любых природных недостатков. Своё решение члены комиссии высказали в простом двухстраничном письме. Главный вывод сформулирован в единственно предложении без дальнейших уточнений:
Having thus made themselves acquainted, as far as was practicable, with the character and capabilities of both shores of Cook's Strait, the Commissioners have arrived at the unanimous conclusion that Wellington, in Port Nicholson, is the site upon the shores of Cook's Straits which presents the greatest advantages for the administration of the Government of the Colony.
 Переезд столицы из Окленда в Веллингтон состоялся в 1865 году, и с тех пор город является столицей Новой Зеландии. Пятая сессии парламента 3-го созыва открылась в Веллингтоне 26 июля 1865 года, и эта дата считается официальным днём обретения городом статуса столицы.